# Пісні Цітбальче
Пісні Цітбальче — літературна збірка, що складається з віршів та пісень народу мая. Створено у післякласичний період — у 1440 році. Автором є Ах-Бам. Є важливим джерелом з пісенно-віршованої творчості, обрядів, традицій і звичаїв юкатанських мая. Власна назва збірки «Книга танців стародавніх людей, які виконувалися тут, в оселях, до приходу білих».

## Історія
Створено у місті Цітбальче (сучасний штат Кампече, Мексика), тому в дослідників отримала відповідну назву. Її автор — Ах-Бам — вважаються був лише збирачем творів, які поєднав в одну збірку. За походженням він був нащадком ах-кулеля (на кшталт старости) поселення Цітбальче.
У 1942 році виявлено у м.Мерида. У 1965 році опублікована фахівцем з мови мая професором А. Баррера Васкесом. Він на підставі палеографічних даних датує екземпляр «Пісень Цітбальче», що зберігся, 1-ю пол. XVIII ст. У 1982 році вийшов англійський переклад Мунро Едмундсона, у 2013 році Девід Боулс видав нову редакцію англійського перекладу.

## Характеристика
За тематикою і за мовою пісні відносяться до доіспанськая періоду. Переважна більшість віршів «Пісень Цітбальче» належать до хорової ліриці, і тому тісний зв'язок їх з культом і обрядом. Дослідники вважають, саме цей вид лірики головним чином обслуговував їх.
Мова віршів проста, ясна і образна. Властиве часте вживання параллелизмов. Сила емоції в цих віршах поєднується з прямотою і яскравістю виразу, з чіткою і наочної образністю. Зображення переживань майже ще не містить елементів психологічного аналізу, поет малює головним чином зовнішні прояви почуттів і становище, в якій вони розгортаються.

## Зміст
Охоплює 15 творів різних жанрів і тематики: культові пісні, що виконувалися за певних ритуалах (шлюб, поховання, жертвопринесення, пророцтва), ліричні (№ 7, 14, 15). Тут згадано кілька жіночих божеств мая, раніше невідомих дослідникам: Сухуй-Каак, Ш'кам-Ле-Ооч, Шах-Соот.
Два вірші (№ 1 і 13) пов'язані з обрядом xcolomche (танок «гра з очеретом»). Також присутні гімни, що містять опис ранкової зорі і вихваляння сонця, що сходить (№ 2, 11) або інших божеств (№ 6, 9, 10). Виразними є культові наспіви, які виконувалися під час обрядів, що супроводжували новорічні свята (№ 3, 12). Зворушливою є жаліслива пісня хлопчика-сироти, що оплакує свою важку долю (№ 8). В ліричних віршах помітні спроби авторів передати пейзаж, співзвучність навколишнього природи душевному настрою головних героїв.

## Значення
Крім великого значення для вивчення поетичної спадщини мая, «Пісні Цітбальче» являють собою важливе джерело з давньої релігії, космології та етнографії мая Юкатана у XIV—XV ст. Також вони надають змогу зрозуміти філософію стародавніх мая, засновану на міфології та віру у реінкарнацію душі. Низка дослідників розглядають усі пісні в комплексі як порядок (на кшталт покрокової інструкції) святкування в цілому, кульмінацією якого є жертвоприношення. Також кожна окрема пісня є роз'ясненням дії учасника. Так, у «Пісні стрільця з лука» розкривається процес жертвопринесення: «Зроби три швидких пробіги навколо розмальованої кам'яної колони, тієї самої, до якої прив'язаний мужній юнак, незаплямована, цнотлива людина. Зроби перше коло, на другому — схопи свій лук, наклади стрілу й прицілься йому в груди. Не слід укладати усю силу, шоб одразу вразити його, завдати йому глибокі поранення. Треба, шоб він страждав повільно й потроху, бо так забажав чудовий владика. На наступному колі, яке ти робитимеш навколо цієї блакитної кам'яної колони, на наступному колі пусти стрілу вдруге. Це ти повинен зробити, не припиняючи танець, бо саме так роблять хороші вояки-шитоносці, яких обирають, шоб порадувати нашого молодого владику-бога».